# Бобо Унгенда
Бобо Унгенда (фр. Bobo Ungenda, нар. 19 листопада 1989, Бандунду) — конголезький футболіст, центральний захисник ангольського клубу «Примейру де Агошту» і національної збірної Демократичної Республіки Конго.

## Клубна кар'єра
У дорослому футболі дебютував 2013 року виступами на батьківщині за команду «Мотема Пембе», в якій провів три сезони. 
2015 року перебрався до Анголи, уклавши контракт з клубом «Кабушкорп». За два роки був запрошений до іншої місцевої команди, «Примейру де Агошту», у складі якої протягом 2017—2019 років тричі поспіль ставав чемпіоном Анголи.

## Виступи за збірну
2012 року дебютував в офіційних матчах у складі національної збірної Демократичної Республіки Конго.
У складі збірної був учасником Кубка африканських націй 2019 року в Єгипті, де був резервним гравцем і в іграх турніру на поле не виходив.